# Kampimoseiulella reburrus
Kampimoseiulella reburrus är en spindeldjursart som först beskrevs av van der Merwe 1968.  Kampimoseiulella reburrus ingår i släktet Kampimoseiulella och familjen Phytoseiidae. Inga underarter finns listade i Catalogue of Life.